# Puvels lijstertimalia
Puvels lijstertimalia (Illadopsis puveli) is een zangvogel uit de familie Pellorneidae. Deze vogel is genoemd naar Pierre Puvel (fl. 1910), een Belgische plantagehouder in Portugees-Guinea.

## Verspreiding en leefgebied
Deze soort komt voor in westelijk en centraal Afrika en telt twee ondersoorten:
- I. p. puveli: van Senegal en Gambia tot Ghana en Togo.
- I. p. strenuipes: van centraal Nigeria tot noordoostelijk Congo-Kinshasa, zuidelijk Soedan en westelijk Oeganda.